# 加里波第纪念碑

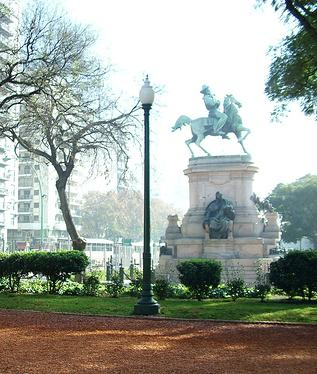
加里波第纪念碑

加里波第纪念碑（西班牙語：Monumento a Giuseppe Garibaldi）是朱塞佩·加里波第的骑马像，位于阿根廷布宜诺斯艾利斯巴勒莫区的意大利广场，是该市的地标。
朱塞佩·加里波第（1807—1882年）是意大利政治和军事人物。他在二十多岁时加入了意大利爱国组织烧炭党，起义失败后逃离意大利，前往南美。他其後於巴西參與破衫漢戰爭，又在乌拉圭内战中领导意大利军团，此后返回意大利领导意大利统一运动。由于他在南美洲和欧洲的军事成就，而被称为“两个世界的英雄”。
布宜諾斯艾利斯的意大利居民捐赠了这座纪念碑，由意大利雕塑家尤金尼奥·马卡尼亚尼（Eugenio Maccagnani）创作，是意大利布雷西亚加里波第纪念碑的复本，于1904年6月19日揭幕。